# بيت عبسين (يريم)

تعديل مصدري - تعديل

بيت عبسين هي إحدى قرى عزلة ارياب بمديرية يريم التابعة لمحافظة إب، بلغ تعداد سكانها 133 نسمة حسب تعداد اليمن لعام 2004.